# علم الفلك في الصين

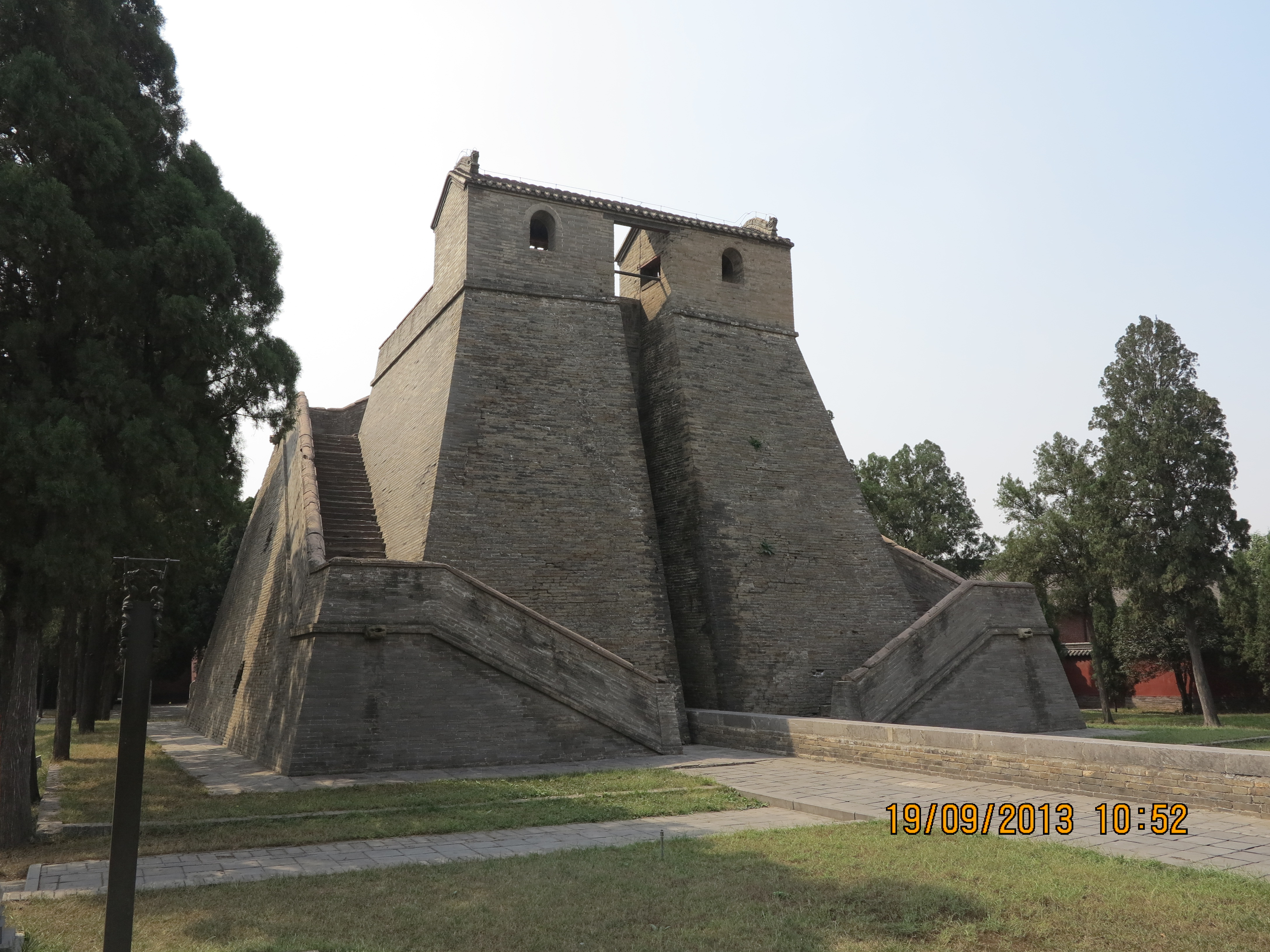

علم الفلك في الصين له تاريخ طويل، بدءًا من عهد أسرة شانغ (العصر البرونزي الصيني). تم العثور على أسماء النجوم الصينية التي تم تصنيفها لاحقًا في القصور الثمانية والعشرين على عظام أوراكل المكتشفة في أنيانغ، والتي يعود تاريخها إلى عهد أسرة شانغ الوسطى، ويبدو أن نواة نظام القصر (xiù:宿) قد تبلورت بحلول وقت الحاكم وو دينغ (1339-1281 قبل الميلاد).
بدأت سجلات مفصلة للملاحظات الفلكية خلال فترة الدول المتحاربة (القرن الرابع قبل الميلاد) وازدهرت من عهد أسرة هان فصاعدًا. كان علم الفلك الصيني استوائيًا، حيث كان مركزًا على الملاحظة الدقيقة للنجوم المحيطة بالقطب، واستند إلى مبادئ مختلفة عن تلك السائدة في علم الفلك الغربي التقليدي، حيث شكل الشروق النجمي وإعدادات دائرة البروج مسار الشمس الأساسي. وصف نيدهام الصينيين القدماء بأنهم أكثر المراقبين ثباتًا ودقة في كشف الظواهر السماوية في أي مكان في العالم قبل علماء الفلك الإسلامي.